# London Transport Board
Der London Transport Board (LTB) war eine Verkehrsorganisation, die von 1963 bis 1969 für den öffentlichen Personennahverkehr in London und Umgebung zuständig war. Wie alle Verkehrsorganisationen in den Jahren 1933 bis 2000 trat sie unter dem Markennamen London Transport in Erscheinung.

## Geschichte
Der LTB entstand am 1. Januar 1963 mit Inkrafttreten des Transport Act 1962 und löste die London Transport Executive (LTE) ab. Er war eine unabhängige öffentlich-rechtliche Körperschaft, die direkt dem britischen Verkehrsministerium unterstand.
Mitte der 1960er Jahre stellte der LTB den so genannten Reshaping Plan für den Londoner Busverkehr vor, der der Kostensteigerung und Personalknappheit mithilfe des vermehrten Einsatzes von Einmannbussen (auch in den Innenstadtgebieten und in den Siedlungszentren außerhalb davon) begegnen sollte. Dazu sollten viele Linien verkürzt und auf die Nutzungsschwerpunkte konzentriert werden. Dafür war der Einsatz von Eindeckbussen mit hoher Fahrgastkapazität (sehr großer Anteil an Stehplätzen) mit Einheitspreisen (flat fares) und Nutzung von Automaten zur Fahrgastabfertigung vorgesehen. 1966 war vorgesehen, in der Folge 13.000 Schaffnerdienste einzusparen. Der Einsatz schaffnerloser Doppeldeckbusse war zu dieser Zeit in London noch nicht im großen Maßstab möglich, insbesondere die Gewerkschaften sprachen sich dagegen aus. Trotzdem gab es Versuche mit neuen Doppeldeckbussen mit Doppeltüren nur vorn beim Fahrer (Leyland Atlantean / Daimler Fleetline), wobei letztere in der verkehrsarmen Zeit mit abgesperrter Treppe zum Oberdeck im Einmannverkehr fuhren.
In der Innenstadt wurde ab dem 18. April 1966 das Red-Arrow-Schnellbus-System (500er Liniennummer-Bereich) eingeführt, dessen Linien die Hauptbahnhöfe direkt mit der City of London bzw. Westminster verbanden. Die hierbei eingesetzten Eindeckerbusse AEC Merlin-Baureihe (LTB-Code MBA) hatten nur im erhöhten Bereich hinter der Mitteltür 25 Sitzplätze. Der Bereich davor war niedriger (damaliger Low-Entry-Bus mit nur einer Stufe im Bus) und von vorn durch zwei parallele Drehkreuze zu betreten, in die man passende Münzen (damals Sixpence-Stück) zur Freigabe einwerfen musste. Anfangs war über dem Radkasten ein Geldwechselautomat angebracht, der aber wegen der Erschütterungen beim Busbetrieb nicht betriebssicher war. Bis zur Ausstiegstür in der Mitte befand sich der Stehplatzbereich für 48 Fahrgäste, die sich an den zahlreich vorhandenen Haltestangen festhalten konnten.
Ende 1967 hatte London Transport 66.372 Beschäftigte, davon 30.151 im Busbereich, 11.177 im Bahnbereich, 19.814 im Werkstattbereich und 1.814 in der allgemeinen Verwaltung. Es gab 73 Busbetriebshöfe mit insgesamt 6520 Bussen, davon 161 Einmannwagen; im Bahnbereich gab es 4031 U-Bahn-Wagen, 21 Depots und Bahn-Werkstätten, 227 Stationen mit 200 Rolltreppen und 92 Lifts.
Am 1. Januar 1970 wurde mit Inkrafttreten des Transport (London) Act 1969 die Verantwortung für den öffentlichen Personennahverkehr in Greater London an den Greater London Council (GLC) übertragen. Dazu wurde die (neue) London Transport Executive eingesetzt. Der bisherige Busverkehr von London Transport außerhalb des GLC-Gebiets und die Green Line Coaches gingen mit allen Linien, Beschäftigten und Fahrzeugen an das neu gegründete Verkehrsunternehmen London Country Bus Services Ltd (LCBS, Tochtergesellschaft der National Bus Company).